# Mommu
Imperador Monmu (文武天皇, Monmu-tennō, 683—707) foi o 42º Imperador do Japão, na lista tradicional de sucessão. Reinou de 697 a 707.

## Vida
Antes da sua ascensão ao trono, seu nome era Karu-shinnō. Era neto do Imperador Temmu com a Imperatriz Jitō. E o segundo filho do príncipe Kusakabe-shinnō. A mãe de Monmu era a Princesa Abe, filha do Imperador Tenji . A mãe de Monmu e se tornará a Imperatriz Gemmei após sua morte.
Karu-shinnō tinha apenas seis anos de idade quando seu pai, o Príncipe Kusakabe, morreu. Em 697, 10º ano do reinado de Jitō, a imperatriz abdicou; e a sucessão foi passada a Monmu. Monmu governou por 10 anos até sua morte, em 707 aos 25 anos de idade, deixando um filho o Príncipe Obito no Miko, que se tornará o Imperador Shōmu. A mãe de Obito era Fujiwara no Miyako, filha de Fujiwara no Fuhito. 
O Imperador Monmu é tradicionalmente venerado em um memorial no santuário xintoísta em Nara. A Agência da Casa Imperial designa este local como Mausoléu de Monmu. E é oficialmente chamado de Hinokuma no Ako no oka no e no misasagi.

## Daijō-kan
- Daijō Daijin - Osakabe-shinnō (nono filho do Imperador Tenno) - (703 - 705).[3]
- Daijō Daijin - Hozumi no Miko (705 - 707).[5]
- Sadaijin - Tajihi no Shima - (701).
- Udaijin - Tajihi no Shima - (697 - 701).
- Udaijin - Abe no Miushi - (701 - 703).
- Udaijin - Isonokami no Maro - (704 - 707).
- Naidaijin - Nakatomi no Kamatari no Muraji (Fujiwara no Kamatari)- (701 - 707).[3]
- Dainagon - Fujiwara no Fuhito - (701 - 707).[3]
- Dainagon - Ki no Maro - (701 - 705).
- Dainagon - Ōtomo no Yasumaro - (705 - 707).